# Państwowa Rada Komunikacyjna
Państwowa Rada Komunikacyjna – centralna jednostka organizacyjna rządu istniejąca w latach 1933–1951, funkcjonująca w celu rozważania zagadnień z dziedziny komunikacji. Radę ustanowiono przy Ministrze Komunikacji, jako organ doradczy i opiniodawczy.

## Powołanie Rady
Na podstawie ustawy z 1921 r. w sprawie powołania Państwowej Rady Kolejowej ustanowiono Radę, którą w 1933 r. rozporządzeniem Prezydenta RP przekształcono na Państwową Radę Komunikacyjną.

## Zakres działania Rady
Zakres działania dotyczył rozważanie i opiniowanie przez Radę podlegających jej spraw, które wnoszone były pod jej obrady przez Ministerstwa Komunikacji, a dotyczyły następujących dziedzin:
- roczne sprawozdanie z wyników gospodarki kolejowej i roczny plan gospodarki kolei państwowych;
- główne zasady eksploatacji kolei żelaznych,
- ogólne plany budowy nowych linii kolejowych, pod względem gospodarczo-państwowym; wnioski w sprawach budowy nowych kolei;
- ogólny plan rozwoju urządzeń na istniejących kolejach, w tym budowa drugich torów i nowych stacji;
- zasady koncesjonowania prywatnych kolei;
- zasady regulaminów i przepisów przewozowych na kolejach, o ile nie idzie o czysto techniczne postanowienie, lub o czasowe zarządzenia wyjątkowe;
- normy taryfowo-kolejowe – przepisy o układzie, wprowadzaniu, stosowaniu i odwoływaniu taryf, nowe taryfy, zmiana istniejących taryf;
- ogólny plan okresowy przewozów i sprawozdanie z przewozów za okres ubiegły, racjonalne wyzyskanie taboru kolejowego; sprawozdanie okresowe o stanie taboru i jego wyzyskaniu;
- zasady polityki drogowej, koncesjonowania przewozów samochodowych i świadczeń publicznych na rzecz dróg kołowych;
- zasady polityki wodno-budowlanej i opłat żeglugowych;
- zasady przewozu osób i towarów statkami powietrznymi;
- zasady ogólnej polityki komunikacyjnej w zakresie kolei oraz dróg kołowych, wodnych śródlądowych i powietrznych;
- wszelkie inne sprawy z zakresu komunikacji, które Minister poddawał obradom Państwowej Rady Komunikacyjnej.

## Skład Rady
Państwowa Rada Komunikacyjna składała się:
- z przedstawicieli Ministerstwa Przemysłu i Handlu, Ministerstwa Rolnictwa i Reform Rolnych, Ministerstwa Poczt i Telegrafów, Ministerstwa Skarbu, Ministerstwa Spraw Wewnętrznych, Ministerstwa Spraw Zagranicznych oraz Ministerstwa Spraw Wojskowych, wyznaczonych przez właściwych ministrów, po jednym od każdego ministerstwa;
- z przedstawicieli większych miast w liczbie co najmniej ośmiu, po jednym z każdego, z wyboru rad miejskich, z dwóch delegatów Związku Miast Polskich, z przedstawicieli powiatowych związków samorządowych, po jednym z każdego województwa, wyznaczonych przez wydział wojewódzki (izbę wojewódzką), z jednego przedstawiciela Związku Powiatów Rzeczypospolitej oraz z jednego przedstawiciela Związku Gmin Wiejskich;
- z przedstawicieli organizacji gospodarczo-społecznych w liczbie co najmniej 40 z wyboru tychże organizacji;
- z przedstawicieli przedsiębiorstw samochodowych, żeglugowych i lotniczych, wyznaczonych przez Ministra Komunikacji;
- z fachowców wybitnie znanych na polu komunikacji, mianowanych przez Ministra Komunikacji.

Posiedzenia Państwowej Rady Komunikacyjnej zwoływał Minister Komunikacji w miarę potrzeby.
Członkowie Państwowej Rady Komunikacyjnej oraz zastępcy członków byli mianowani względnie wybierani na okres trzyletni, po którego upływie mogli być mianowani i wybrani ponownie.

## Kierowanie Radą
Przewodniczącym Państwowej Rady Komunikacyjnej był Minister Komunikacji, a jego zastępcą wiceminister Komunikacji (Podsekretarz Stanu).
Posiedzenie Państwowej Rady Komunikacyjnej zwoływał Minister Komunikacji co najmniej dwa razy na rok, jak również na jednomyślny wniosek jednego ze stałych komitetów Rady.

## Stałe Komitety Rady
Do badania i przygotowywania spraw, wnoszonych na plenum Państwowej Rady Komunikacyjnej, Rada tworzyła ze swych członków sześć stałych komitetów, mianowicie:
- Komitet nowo budujących się kolei żelaznych,
- Komitet taryfowy,
- Komitet eksploatacji kolei żelaznych.
- Komitet publicznych dróg kołowych,
- Komitet dróg wodnych,
- Komitet do spraw koordynacji przewozów kolejowych, samochodowych, wodnych i lotniczych.

## Dekret o Radzie z 1946 r.
Na podstawie dekretu z 1946 r. o Państwowej Radzie Komunikacyjnej powołano Radę, która stała się organem doradczym i opiniodawczym Ministra Komunikacji, w celu rozważania zagadnień z dziedziny komunikacji.

## Zniesienie Rady
Na podstawie ustawy z 1951 r. o zniesieniu Państwowej Rady Komunikacyjnej zlikwidowano Radę.